# 阿久悠
阿久 悠（あく ゆう、1937年〈昭和12年〉2月7日 - 2007年〈平成19年〉8月1日）は、淡路島出身の放送作家、詩人、作詞家、小説家。数々のヒット曲の歌詞を生み出し、日本歌謡界の黄金時代を築いた。

## 来歴・人物
ペンネームの由来は、広告会社勤務時代に放送作家として活躍を始めたが、兼業禁止の会社にばれないよう“悪友”をもじった筆名として使い始めた事から。深く考えずにつけたため、いずれは別の筆名にするつもりだったが、仕事が途切れなかったので、独立後も使い続けた。また、多夢星人（たむせいじん）の変名も使用した（阿久の小説『グッドバイ―BN童子の青春』の登場人物であるロック歌手の名に由来する）。長男は作曲家の深田太郎で、阿久作詞・深田作曲の楽曲も存在する。
両親とも宮崎県児湯郡川南町出身。
幼少期は兵庫県警の警察官であった父親の仕事の都合で、津名郡内で数年おきに転居を繰り返す。都志町立都志小学校卒業、都志町立都志中学校、一宮町立江山中学校、五色町立五色丘中学校卒業し、兵庫県立洲本高等学校卒業（同級生に京都大学教授の木曾好能、料理研究家の為後喜光などがおり、在学中に野球部が選抜高等学校野球大会で優勝する。）、明治大学文学部卒業。日本文学を専攻し、卒論のテーマは和泉式部で、指導教員は柴生田稔であった。両親は父の定年退職と同時に故郷の宮崎に戻ったという。
1959年（昭和34年）に広告代理店・宣弘社（現在の電通アドギア）へ入社する。元々は映画の脚本が書きたかったが、入社早々に振られた仕事はCMの絵コンテ描きだったという。テレビCMの仕事が多く、これが作詞家として活躍するための土台となり、本人の予期せぬ方向で才能が開花した。隣のデスクには漫画家デビュー前の上村一夫がおり、上村と二人で社内でギターをつま弾きながら、歌を作り休憩時間などを活用して社内で披露していた。
コピーライター・CM制作を手がけながら、1964年（昭和39年）から放送作家としても活動。1966年（昭和41年）に宣弘社を退職し、放送作家、作詞家としての活動を本格化させる。音楽番組の台本を書いているとき、歌われる歌の歌詞を写しながら作詞の勉強をした。デビュー作はザ・スパイダースのグループ・サウンズデビュー曲「フリフリ」のB面である「モンキーダンス」（1965年5月10日発売）。初のシングルA面曲は山崎唯の「トッポ・ジージョのワン・ツーかぞえうた」（1966年（昭和41年）11月発売）。本格デビューはザ・モップスの「朝まで待てない」（1967年11月5日発売）。「朝まで待てない」はオリコン最高38位を記録し、1968年（昭和43年）に正式スタートしたオリコンチャートに初めてランクインした阿久の作詞作品となった。また、この頃より死去までオフィス・トゥー・ワンに所属する。
その後、作詞家として数々のヒット曲を送り出す。生涯、作詞した曲は5,000曲以上。ジャンルは歌謡曲、演歌、アイドル歌謡曲、フォークソング、コミックソング、アニメソング、CMソングと幅広い。さらには日本テレビのオーディション番組 『スター誕生!』に番組企画・審査員として関わる。『スター誕生!』の特徴的な企画は各芸能プロダクションの担当者が目に付いた出場者に札を挙げるというものであったが、このスタイルは「密室でタレントを選考する過程を全てガラス張りにして芸能界を裸にしよう」と阿久が提案したものである。1977年（昭和52年）、子供の歌を作りたいと「ぱくぱくポケット」というシリーズを手がけ、『おはよう!こどもショー』のコーナーでも歌われていた。
1980年代に入りニューミュージックの歌手が台頭し、後進の松本隆や秋元康らが台頭すると、阿久の売り上げは苦戦を強いられるようになる。以降は小説執筆や演歌の作詞などに比重を移した。この頃になると60年代、70年代に作詞した曲に対して「懐かしい名曲」としてテレビ番組の出演オファーがあったが断っていた。
直木賞候補となった『瀬戸内少年野球団』など小説も手がけ、1982年（昭和57年）には『殺人狂時代ユリエ』で第2回横溝正史ミステリ大賞を受賞。1997年に刊行された短編小説集『恋文』、長編小説『ラヂオ』はその後ラジオドラマ化され、特に『ラヂオ』（NHK-FM）は第38回ギャラクシー賞ラジオ部門優秀賞を受賞する。1997年（平成9年）、30年間にわたる作詞活動に対して、日本文芸振興会主催による第45回菊池寛賞を受賞。さらに1999年（平成11年）春、紫綬褒章を受章。2000年（平成12年）10月、掌編小説集『詩小説』で第7回島清恋愛文学賞を受賞。
2001年（平成13年）に腎臓癌を患い、同年9月12日に癌の摘出手術を受けた。それ以後は癌治療を受けつつ、病身を押して活動を続けていたが、2007年（平成19年）8月1日午前5時29分、尿管癌のため東京都港区西新橋の東京慈恵会医科大学附属病院で死去、70歳没。戒名は「天翔院詞聖悠久居士」。同年3月に行われた石川さゆりの「デビュー35周年 感謝の宴」に出席したのが最後の公の場となった。墓所は東京都港区の長谷寺。

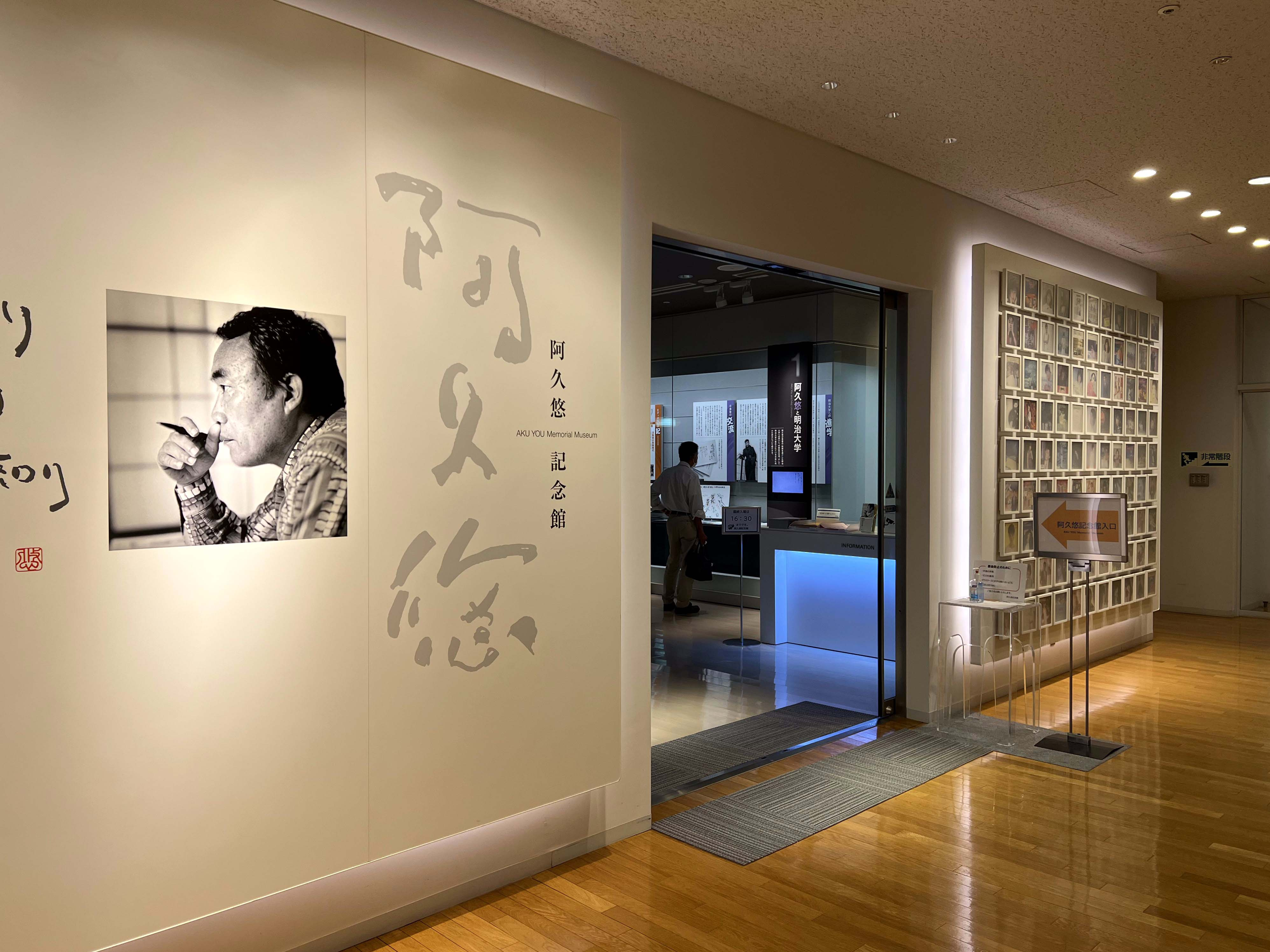
阿久悠記念館

日本政府は阿久の歌謡界での功績を評価し、死去した2007年8月1日に遡って旭日小綬章を授与することを9月7日の閣議で決定した。また、同年の第49回日本レコード大賞では特別功労賞、第45回ゴールデン・アロー賞では芸能功労賞が贈られた。
2009年、明治大学連合父兄会阿久悠作詞賞制定。2010年、明治大学アカデミーコモン地階に阿久悠記念館が開設された。没後、生前に発表されなかった作詞を基にした楽曲が多数造られているほか、さらに10年経過してからも、2017年の第59回日本レコード大賞で特別賞を受賞している。

## 主な記録

### 音楽賞

#### 日本レコード大賞
日本レコード大賞での大賞受賞曲は作詞家として最多の5曲（1976年から1978年まで3年連続受賞）。
- 1971年「また逢う日まで」尾崎紀世彦
- 1976年「北の宿から」都はるみ
- 1977年「勝手にしやがれ」沢田研二
- 1978年「UFO」ピンク・レディー
- 1980年「雨の慕情」八代亜紀

#### 日本レコード大賞・作詩賞
日本レコード大賞の作詩賞受賞は7回で最多記録。
- 1973年「ジョニィへの伝言」ペドロ&カプリシャス。「じんじんさせて」山本リンダ
- 1975年「乳母車」菅原洋一
- 1985年「夏ざかりほの字組」Toshi & Naoko（田原俊彦・研ナオコ）
- 1986年「熱き心に」小林旭
- 1990年「花（ブーケ）束」八代亜紀
- 1994年「花のように鳥のように」桂銀淑
- 1996年「螢の提灯」坂本冬美

#### 日本レコード大賞・その他
- 2007年 特別功労賞
- 2017年 特別賞

#### 日本作詩大賞
日本作詩大賞は8回受賞。日本レコード大賞作詩賞と同じく、最多記録となっている。
- 1974年「さらば友よ」森進一
- 1976年「北の宿から」都はるみ
- 1977年「勝手にしやがれ」沢田研二
- 1981年「もしもピアノが弾けたなら」西田敏行
- 1982年「契り」五木ひろし
- 1984年「北の螢」森進一
- 1988年「港の五番町」五木ひろし
- 2002年「傘ん中」五木ひろし

### オリコン

#### シングル売上枚数
6834.0万枚（2015年12月8日付デイリーランキング迄） - 作詞家歴代2位
※歴代作詞家 総売上枚数TOP5
- 1位 - 秋元康…10,022.6万枚
- 2位 - 阿久悠…6,834.0万枚
- 3位 - 松本隆…4,985.4万枚
- 4位 - 小室哲哉…4,229.7万枚
- 5位 - つんく♂…3,796.1万枚

#### シングル売上TOP10
- 1位 - 「UFO」ピンク・レディー
- 2位 - 「サウスポー」ピンク・レディー
- 3位 - 「北の宿から」都はるみ
- 4位 - 「ウォンテッド (指名手配)」ピンク・レディー
- 5位 - 「モンスター」ピンク・レディー
- 6位 - 「青春時代」森田公一とトップギャラン
- 7位 - 「渚のシンドバッド」ピンク・レディー
- 8位 - 「また逢う日まで」尾崎紀世彦
- 9位 - 「時の過ぎゆくままに」沢田研二
- 10位 - 「勝手にしやがれ」沢田研二

#### チャート1位獲得作品数
22作

#### チャート1位独占
1977年6月20日付のオリコンシングルチャートで、阿久悠作詞の「勝手にしやがれ」（歌・沢田研二）が首位を獲得する。それ以降、12月5日付首位の「ウォンテッド (指名手配)」（歌・ピンク・レディー）まで、25週連続で阿久悠作品が首位を獲得。ほぼ半年にわたり首位を取り続けるという前人未到の記録を打ち立てた。
またこの年は他に、「北の宿から」（歌・都はるみ）、「青春時代」（歌・森田公一とトップギャラン）なども首位を獲得。阿久悠作品は年間39週（約9か月）首位を獲得した。

#### チャート独占
1977年12月5日付けのオリコンシングルチャートでは、阿久悠作詞の楽曲が100位までに16曲チャートインした。
- 1位 - 「ウォンテッド (指名手配)」ピンク・レディー
- 4位 - 「憎みきれないろくでなし」沢田研二
- 9位 - 「思秋期」岩崎宏美
- 12位 - 「気絶するほど悩ましい」Char
- 16位 - 「暖流」石川さゆり
- 19位 - 「津軽海峡・冬景色」石川さゆり
- 23位 - 「東京物語」森進一
- 26位 - 「勝手にしやがれ」沢田研二
- 33位 - 「ワインカラーのときめき」新井満
- 39位 - 「渚のシンドバッド」ピンク・レディー
- 42位 - 「宇宙戦艦ヤマト」ささきいさお
- 45位 - 「ボタンを外せ」西城秀樹
- 48位 - 「能登半島」石川さゆり
- 69位 - 「薔薇とピストル」ギャル
- 70位 - 「過ぎてしまえば」森田公一とトップギャラン
- 95位 - 「ほたる坂」清水由貴子

## エピソード
- コピーライター時代の経験から、歌手を商品と捉えて作詞しており、この姿勢が幅広いジャンルでの活動につながった[1]。

- 作詞家・なかにし礼を意識していた。放送作家時代、なかにしの歌詞の一語一語を舐めるように読み、行間を探ろうとしたと自著「愛すべき名歌たち: 私的歌謡曲史」に記している。

- 漫画原作者として『悪魔のようなあいつ』（上村一夫画）を手掛けた。連載中に沢田研二主演でテレビドラマ化（TBS）された。

- 長年、産経新聞『正論』メンバーとしても活動しており、生活面に『阿久悠 書く言う』というコラムを、亡くなる約2か月ほど前の2007年6月9日まで執筆・掲載、没後に「清らかな厭世 - 言葉を失くした日本人へ」と改題され出版された。

- 日記を日課としていたが、必ず一ページを埋め尽くすことを自らに課し、テレビのニュースや新聞の内容、浮かんだ詩を書き留めていた。『書き下ろし歌謡曲』（岩波新書、1997年）に日記の一部が引用されている。日記は晩年の闘病生活から亡くなる直前まで、26年7カ月に渡り書き続けられた。現在では阿久悠記念館に保管されている。2016年、残された日記を元に『不機嫌な作詞家－阿久悠日記を読む』（三田完、文藝春秋）が発表された。

### 宣弘社
宣弘社に入社した理由は、『月光仮面』が好評であったことがチャンスに繋がるのではないかと考えたことによるが、自身はテレビを持っていなかったため番組自体は見ておらず、広告代理店という業種もよくわかっていなかった。
脚本家の伊上勝は宣弘社時代の上司で、アパートを追い出された際に、伊上宅に1年ほど下宿していた。伊上は明治大学の先輩でもあったが、そのことは宣弘社に入社してから知った。元々脚本家志望だった阿久は、給料をもらいながらシナリオを書いて、テレビに名前がクレジットされる第一線で活躍する伊上の姿を「理想の姿」と評していた。
漫画家・イラストレーターの上村一夫は宣弘社時代の同僚であり、同時代から交友が深かった。阿久は宣弘社時代にCMの絵コンテなどを手がけていたが、上村のうまい絵を見てからは恥ずかしくなり絵が描けなくなったと述べている。

### 野球との関係
阪神タイガースのファンで阪神を題材にした小説『球臣蔵』を執筆している。西武ライオンズと福岡ダイエーホークスの球団歌を手掛けた一方で、阪神の応援歌は発表していなかったが、没後の2010年6月になって、「多夢星人」の名義で1992年に作詞した「野球狂〜拝啓タイガース様」という歌（作曲は同じく阪神ファンの山崎一稔。当時は歌手の都合などで発表を見送ったという）の存在が明らかにされ、同じく阪神ファンの都啓一の編曲、サンプラザ中野くんの歌で発表された。また「くたばれジャイアンツ」という曲を作詞し、フィンガー5に提供している。ヒット曲では「ピンポンパン体操」「サウスポー」と王貞治に縁のある作品を手掛けている。
1979年から2006年まで、夏の高校野球期間中、スポーツニッポン新聞に『甲子園の詩』と題して、夏の高校野球出場高校及びその選手等を題材にした抒情詩を掲載していた。最後の作品は第88回全国高等学校野球選手権大会決勝（早稲田実業 対 駒大苫小牧）戦が題材であった。
宣弘社の渡辺邦彦は、同社時代に一緒に野球をしていたと証言している。選抜高校野球の3代目大会歌「今ありて」（谷村新司作曲）も作詞した。

## 作詞した主な提供楽曲

### 童謡・特撮・アニメ
- アニメドキュメント ミュンヘンへの道「ミュンヘンへの道」「燃える青春」
- アリスSOS「S･O･S」
- 宇宙戦艦ヤマト「宇宙戦艦ヤマト」「真赤なスカーフ」（「宇宙戦艦ヤマト」エンディング）「ヤマトより愛をこめて」（「さらば宇宙戦艦ヤマト」エンディング）「銀河伝説」（「ヤマトよ永遠に」）
- 宇宙船サジタリウス「スターダスト ボーイズ」「夢光年」
- ウルトラマンタロウ「ウルトラマンタロウ」「ウルトラ六兄弟」
- ウルトラマンレオ「ウルトラマンレオ」「戦え! ウルトラマンレオ」「MACのマーチ」「星空のバラード」
- ザ☆ウルトラマン「ザ☆ウルトラマン」「愛の勇者たち」
- ジャックと豆の木（劇場アニメ昭和49年）「奇跡の歌」「完全にしあわせ」
- スーパーロボット レッドバロン「レッドバロン」「飛べ!!宇宙のレッドバロン」「兄さんのロボット」
- スーパーロボット マッハバロン「マッハバロン」「眠れマッハバロン」
- 太陽の子エステバン「冒険者たち」「いつかどこかであなたに会った」
- デビルマン「デビルマンのうた」「今日もどこかでデビルマン」
- ぱくぱくポケットシリーズ「バースディの唄」「イッチとエッチ」
- はれときどきぶた「BOO〜おなかが空くほど笑ってみたい〜」「あッ豚だ! 〜一日ゆかいにいきるうた〜」
- ピンク・レディー物語 栄光の天使たち「星から来た二人」「フレンズ」
- ファイヤーマン「ファイヤーマン」
- 星の王子さま・プチ・プランス「星の王子さま・プチ・プランス」「星のサンバ」
- ママとあそぼう!!ピンポンパン「ピンポンパン体操」「パジャママンのうた」
- ミクロイドS「ミクロイドS」「ヤンマだ アゲハだ マメゾウだ」
- 名探偵コナン「ぼくがいる」「いい人に逢えたね'06」
- ヤンチャリカ
- レジェンズ 甦る竜王伝説「どうにもとまらない〜ノンストップ〜」

### スポーツ関係
- 地平を駈ける獅子を見た（西武ライオンズ球団歌）
- ダイヤモンドの鷹（福岡ダイエーホークス球団歌）
- 今ありて（選抜高等学校野球大会大会歌）
- ああ甲子園、君よ八月に熱くなれ（朝日放送・全国高校野球選手権大会中継テーマソング、熱闘甲子園テーマソング・挿入歌）
- ふり向くな君は美しい（日本テレビ・全国高等学校サッカー選手権大会中継テーマソング）

### TVテーマ
- NTV紅白歌のベストテン・テーマ（日本テレビ系音楽番組「NTV紅白歌のベストテン」テーマソング）
- テレビ朝日の歌（日本教育テレビ 〈NET〉 から全国朝日放送 〈テレビ朝日〉 に社名を変更する際に制作）
- 愛のメッセージ（フジテレビ）

### CMソング
- ハッピーじゃないか（日清食品「カップヌードル」初代CMソング 作曲：小林亜星）
- コークの世界（「コカ・コーラ」CMソング 作曲：川口真）[28]
- ちょっとうれしいカローラ（トヨタ自動車「カローラ」（2代目前期型・E20型系）CMソング 作曲：小林亜星）
  - 歌詞を若干の改変のうえで「ちょっとうれしい」（歌：花と冠）として1972年にテイチクレコードからシングル盤が発売された。
- ふれあう世界（トヨタ自動車「コロナ」（4代目中期型/後期型・T80型/T90型系）CMソング 作曲：小林亜星）

### 学校関係
- 大阪学院大学「応援歌 “友よ”」（作曲：宮川泰）
- 田村学園学園歌「この輝ける日々よ」（作曲：三木たかし）
- 兵庫県太子町立太子東中学校校歌「飛翔」
- 私立須磨学園中学校・高等学校 学園歌
- 兵庫県立洲本高等学校第二応援歌「未知に真赤な帆をはって」
- 静岡県熱海市立初島小中学校校歌「地球の丸さを知る子供たち」（作曲：三木たかし）
- 札幌日本大学高等学校校歌 （作曲：森田公一）

### 合唱曲
- 「未知という名の船に乗り」（昭和56年度NHK全国学校音楽コンクール小学校の部課題曲。作曲は小林亜星）
- 「時代－飛び立つ鳥は－」（昭和63年度NHK全国学校音楽コンクール高等学校の部課題曲。作曲は佐藤眞）

### イベント関係
- 珊瑚礁に何を見た（沖縄国際海洋博覧会テーマソング、作曲：小林亜星、歌唱：上條恒彦）
- HOSHIMARUアッ!（国際科学技術博覧会テーマソング）

### その他
- 長崎オランダ村社歌
- パイオニア 創業50周年記念社歌「かがやきを求めて」
- 十勝毎日新聞 創業80周年記念歌「おおらか～北国の空の下で～」

## コンピレーション・アルバム
- 移りゆく時代、唇に詩 （阿久悠大全集）本人の自選ベスト  CD14枚組 1996年
- 人間万葉歌〜阿久悠作詞集 CD5枚組[29]
- 続・人間万葉歌[30]
- 新・人間万葉歌[31]
- 阿久悠を歌った100人 シリーズ CD全5枚 本人が監修 2007年
- こどもへの阿久悠 〜かつてこどもだったあなたへ、そしてそのこどもたちへ〜 CD2枚組 2013年 日本コロムビア

## トリビュート・アルバム
- VELFARRE J-POP NIGHT presents DANCE with YOU（1997年7月24日、avex traxより発売）
- 歌鬼 (Ga-Ki) 〜阿久悠トリビュート〜 （2008年7月30日、NAYUTAWAVE RECORDS/ユニバーサル ミュージックより発売）
- COVER YOU （2008年11月25日、zetima/アップフロントワークスより発売、五木ひろし監修によるモーニング娘。のアルバム）
- 歌鬼2 〜阿久悠 vs.フォーク〜 （2009年2月4日、NAYUTAWAVE RECORDS/ユニバーサル ミュージックより発売）
- Bad Friends（2009年12月16日、ポニーキャニオンより発売）
- 地球の男にあきたところよ ～阿久悠リスペクト・アルバム  <CD+別冊BOOK 184ページ>（2017年11月15日、ビクターエンタテインメントより発売 ～没後10年・作詞家50年・生誕80年メモリアル〜）

## 著書
- 『作詞入門 阿久式ヒット・ソングの技法』サンポウブックス 1972 のち岩波現代文庫
- 『36歳・青年時にはざんげの値打ちもある』講談社 1973
- 『ヒット 阿久悠の実戦的作詞講座』上下、スポーツニッポン新聞社出版局 1975-77
- 『阿久悠の魚眼思考』自由ブックス社 1978
- 『ゴリラの首の懸賞金』スポニチ出版 1978（小説）のち角川文庫
- 『阿久悠の仕事の知恵 まず魚眼思考で展望を開け』自由国民社 1979
- 『瀬戸内少年野球団』文藝春秋 1979年 のち文庫、岩波現代文庫
- 『流行歌にみる大衆の心理』現代研究会 現代セミナー 1979
- 『未完青書 生きることがファンタジー』集英社 明星デュエット・ブックス 1979
- 『家族の神話』講談社 1981 のち文庫
- 『紅顔期』文藝春秋 1981 のち「続瀬戸内少年野球団」文春文庫
- 『未完青書 愛をみつけるために』集英社文庫 コバルトシリーズ 1981
- 『家族の晩餐』講談社 1982 のち文庫
- 『殺人狂時代ユリエ』カドカワノベルズ 1982 のち文庫
- 『時にはざんげの値打ちもある』角川文庫 1982
- 『阿久悠自選詞集』グラフ社 1983
- 『阿久悠とすばらしき仲間たち』福武書店 1983
- 『鳥獣戯歌』角川書店 1983
- 『甲子園の詩』part 1-3 福武書店 1984-86
  - 『甲子園の詩 敗れざる君たちへ 完全版』幻戯書房 2013
- 『最後の楽園 長編小説』光文社 1984 「最後の楽園 瀬戸内少年野球団・青春編」文庫
- 『なに?お巡りさんが･･･ スラップスティック・スーパーマン』角川書店 1984
- 『イブの黙示録』角川文庫 1985
- 『くたばれテレビジョン』角川書店〈The television books〉、1985年5月31日。NDLJP:12276229。
- 『人生は第二志望で成功する 阿久悠の夢宙塾』徳間ブックス 1985
- 『ちりめんじゃこの詩』文春文庫 1986
- 『男の純情集団 長編小説』光文社 1987
- 『あッ識捻転』マガジンハウス 鳩よ!の本 1988
- 『喝采』文芸春秋 1988 のち文庫
- 『キングの火遊び ベビーシッター・ダンディ・ブルース』カドカワノベルズ 1988
- 『どうせこの世は猫またぎ Odd eye essay』長尾みのる絵 毎日新聞社 1988
- 『墨ぬり少年オペラ』文藝春秋 1989 のち文庫
- 『ぼくといとこの甘い生活』集英社 1989
- 『おかしなおかしな大誘拐』集英社文庫 1990
- 『飢餓旅行』講談社 1990 のち文庫
- 『グッドバイ BN童子の青春』集英社 1990
- 『阿久悠歌は時代を語りつづけた 写真詩集』土田ヒロミ撮影 日本放送出版協会 1992
- 『家族元年』文藝春秋 1992
- 『夏の終りに』講談社 1992
- 『無名時代』集英社 1992 のち集英社文庫
- 『夢を食った男たち』毎日新聞社 1993
- 『絹婚式』文化出版局 1994 のち河出文庫
- 『あこがれ』河出書房新社 1995 のち文庫
- 『恋歌ふたたび』講談社 1995
- 『銀幕座二階最前列』講談社 1996
- 『ちょっとお先に』河出書房新社 1996
- 『ベースボール・パラダイス』河出書房新社 1996
- 『夢を食った男たち -「スター誕生」と黄金の70年代』小池書院 1997年 のち文春文庫
- 『書き下ろし歌謡曲』岩波新書 1997年
- 『恋文』文化出版局、1997年 のち河出文庫
- 『球心蔵』河出書房新社 1997年 のち文庫
- 『第3の家族 テレビ、このやっかいな同居人』KSS出版 1998 のち朝日文庫
- 『愛すべき名歌たち 私的歌謡曲史』岩波新書 1999年
- 『詩小説』中央公論新社 2000年 のち文庫
- 『文楽（ぶんがく）〜歌謡曲春夏秋冬』河出書房新社 2000年、のち『歌謡曲春夏秋冬 音楽と文楽』文庫
- 『ラヂオ』日本放送出版協会 2000年
- 『転がる石』文藝春秋 2001
- 『もどりの春』中央公論新社 2001
- 『花謡曲 写真集』大出一博写真 毎日新聞社 2002
- 『ガラスの小びん』光村図書 2002年 - 教科書の為の書き下ろし。内容が本書「光村ライブラリー 第15巻」収録の一作品として再録され、一般にも確認できる。初出は光村の小学校国語の平成4年度版の6年下巻[32]。
- 『昭和おもちゃ箱』産経新聞ニュースサービス 2003 のち光文社知恵の森文庫
- 『ただ時の過ぎゆかぬように 僕のニュース詩』岩波書店 2003
- 『なぜか売れなかったが愛しい歌』河出書房新社 2003 「なぜか売れなかったぼくの愛しい歌」文庫
- 『日記力『日記』を書く生活のすすめ』講談社+α新書 2003
- 『生きっぱなしの記』日本経済新聞社 2004年 のち文庫
- 『犬猫太平記』河出書房新社 2004
- 『歌謡曲の時代 歌もよう人もよう』新潮社 2004年 のち文庫
- 『ヒットメーカー ロングインタビュー』読売ぶっくれっと 2005
- 『「企み」の仕事術』ロングセラーズ 2006 のち新書
- 『清らかな厭世-言葉を失くした日本人へ』新潮社 2007
- 『阿久悠命の詩 『月刊you』とその時代』講談社 2007
- 『華 君の唇に色あせぬ言葉を』大出一博写真 産経新聞出版 2008
- 『凛とした女の子におなりなさい 日本人らしいひと』暮しの手帖社 2008
- 『無冠の父』岩波書店 2011
- 『昭和と歌謡曲と日本人』 河出書房新社 2017。新書判

### 共著
- 『A面B面 作詞・レコード・日本人』和田誠共著 文藝春秋 1985、ちくま文庫 1999
- 『言葉の達人たち』編 扶桑社 1993
- 『この人生の並木路』浅井愼平・久世光彦共著 恒文社21 随想集「プロムナード」2002

### 評伝
- 『阿久悠のいた時代 戦後歌謡曲史』柏書房 2007。篠田正浩・齋藤慎爾責任編集
- 高沢秀次『ヒットメーカーの寿命 阿久悠に見る可能性と限界』東洋経済新報社 2009
- 重松清『星をつくった男 阿久悠と、その時代』講談社 2009、講談社文庫 2012
- 三田完『不機嫌な作詞家 阿久悠日記を読む』文藝春秋 2016
- 吉田悦志『阿久悠 詞と人生』明治大学出版会〈明治大学リバティブックス〉 2017
- 『総特集 阿久悠 没後十年』河出書房新社〈KAWADE夢ムック〉 2017
- 深田太郎『「歌だけが残る」と、あなたは言った　わが父、阿久悠』河出書房新社、2019

## 映画
- 北の螢（1984年、スーパーバイザー）

## 出演

### ラジオ
- 悠悠素敵話 （TBSラジオ、2006年10月3日 - 2007年3月27日）
- ミュージックメモリー（NHK-FM放送、2007年4月1日-2007年6月17日）

### CM
- 松下電器産業 カラーテレビ・音声多重パナカラー魁（1980年、秋山庄太郎と共演）[33]
- JR西日本 三都物語 （1992年 初代イメージキャラクターを務めた。）

## 演じた俳優
- 西村雅彦 - 2008年6月20日放送のフジテレビ系金曜プレステージ「和田アキ子芸能生活40周年記念企画・和田アキ子物語」
- 田辺誠一 - 2008年放送の日本テレビ系「日本テレビ開局55周年記念番組・ヒットメーカー 阿久悠物語」
- 吹越満 - 2013年放送のNHKプレミアムドラマ「歌謡曲の王様伝説 阿久悠を殺す」
- 亀梨和也（KAT-TUN） - 2017年放送の日本テレビ系「24時間テレビ40「愛は地球を救う」ドラマスペシャル 時代をつくった男 阿久悠物語」
- 宇野祥平 - 2023年放送のNHK 特集ドラマ「アイドル誕生 輝け昭和歌謡」